# 愛のオーロラ
『愛のオーロラ』（あいのオーロラ）は、日本の女優、荻野目慶子の歌唱による楽曲である。

## 概要
- 1983年7月21日リリース（キャニオンレコード）
- B面：『白いレクイエム』
- 作詞：岩谷時子　作曲：林哲司　編曲：萩田光男（以上A・B面共）
  - 映画『南極物語』（1983年7月23日封切、監督：蔵原惟繕）イメージソング
  - 松下電器（ナショナル）ミニコンポ「3rd（サード）」CMソング

## 解説
- 映画『南極物語』には荻野目本人も出演しているが、本楽曲はあくまでも同作品のイメージソングである為、作品中では用いられていない。
- また、同様に荻野目が（単独）出演した先述の「ナショナル3rd」CMは、当時松下電器の単独提供だった高校野球ハイライト番組『熱闘甲子園』（朝日放送・テレビ朝日共同制作）の枠内でも連日のように流れていた。

## 主な歌唱番組
- レッツゴーヤング（NHKテレビ）
- ザ・トップテン（日本テレビ）
- スーパージョッキー（日本テレビ）
- 夜のヒットスタジオ（フジテレビ）
- ザ・ベストヒット'83（テレビ朝日）
- 歌謡ドッキリ大放送（テレビ朝日）
  - なお、当時これらと並ぶ人気歌番組だったザ・ベストテン（TBS）には出演していない（但し、2年後に妹の洋子が『ダンシングヒーロー』で同番組にランクインした際、慶子が応援ゲストとして出演している）。